# Petra Behle
Pour les articles homonymes, voir Behle.
Petra Behle, née Schaaf le 5 janvier 1969 à Offenbach-sur-le-Main, est une biathlète allemande. Championne olympique du relais en 1998, sa carrière est surtout ponctuée par neuf titres mondiaux dont quatre en individuel.

## Biographie
Elle a été l'épouse du fondeur Jochen Behle, mais se sont séparés en 1999.

### Carrière
Elle se met au biathlon seulement en 1986 à Willingen, du fait de la nouveauté du sport pour les femmes.
Elle commence sa carrière sportive internationale en représentant l'Allemagne de l'Ouest aux Championnats du monde 1987. Lors de l'édition 1988 à Chamonix, elle remporte son premier titre de championne du monde sur le sprint à seulement 19 ans, après ses deux premiers podiums à Ruhpolding. Dès lors, elle multiplie les podiums dans la Coupe du monde et aux Championnats du monde. En 1989, elle remporte son deuxième titre, cette fois sur l'individuel, titre qu'elle regagne en 1991 et 1993, remportant aussi une médaille de bronze dans cette discipline en 1990. Lors de la saison 1991-1992, elle établit son meilleur classement général sur la Coupe du monde, le troisième rang et court ses premiers Jeux olympiques, obtenant la médaille d'argent en relais, après une sixième place au sprint, puis remporte un titre de championne du monde par équipes, son premier de cinq en épreuve collective. Lors des Jeux olympiques de Lillehammer en 1994, elle est aussi médaillée d'argent en relais et cinquième du sprint.
En 1996-1997, elle obtient trois victoires dans des sprints de Coupe du monde, son meilleur total sur une saison.
Pour ses troisièmes Jeux olympiques en 1998 à Nagano, elle gagne enfin le titre sur le relais avec Martina Zellner, Uschi Disl et Katrin Apel. Petra Behle y est venue en tant que triple championne du monde dans la discipline (1995 à 1997). Avant de prendre sa retraite sportive en mars 1998, elle signe sa onzième victoire en Coupe du monde à Ruhpolding en Allemagne.
Après sa carrière sportive, elle devient notamment commentatrice de biathlon à la télévision allemande et membre du comité national olympique, puis travaille dans des entreprises liées au sport.

## Palmarès

### Jeux olympiques
| Épreuve / Édition   | Individuel | Sprint | Relais                             |
| ------------------- | ---------- | ------ | ---------------------------------- |
| JO 1992 Albertville | 13e        | 6e     | Médaille d'argent, Jeux olympiques |
| JO 1994 Lillehammer | 15e        | 5e     | Médaille d'argent, Jeux olympiques |
| JO 1998 Nagano      | 27e        | 16e    | Médaille d'or, Jeux olympiques     |

Légende :
- — : pas de participation à l'épreuve.

### Championnats du monde
| Mondiaux \ Épreuve | individuel                | Sprint               | Poursuite                        | Relais                   | Course par équipes               |
| 1987 Lahti         | 25e                       | 19e                  | Épreuve inexistante à cette date | —                        | Épreuve inexistante à cette date |
| 1988 Chamonix      | 10e                       | Médaille d'or, monde | Épreuve inexistante à cette date | 5e                       | Épreuve inexistante à cette date |
| 1989 Feistritz     | Médaille d'or, monde      | 15e                  | Épreuve inexistante à cette date | 4e                       | Médaille de bronze, monde        |
| 1990 Minsk/ Oslo   | Médaille de bronze, monde | 33e                  | Épreuve inexistante à cette date | 8e                       | Médaille d'argent, monde         |
| 1991 Lahti         | Médaille d'or, monde      | 10e                  | Épreuve inexistante à cette date | -                        | 4e                               |
| 1992 Novossibirsk  | JO Albertville            | JO Albertville       | Épreuve inexistante à cette date | JO Albertville           | Médaille d'or, monde             |
| 1993 Borovets      | Médaille d'or, monde      | 6e                   | Épreuve inexistante à cette date | 4e                       | Médaille d'or, monde             |
| 1994 Canmore       | JO Lillehammer            | JO Lillehammer       | Épreuve inexistante à cette date | JO Lillehammer           | 4e                               |
| 1995 Antholz       | 16e                       | 23e                  | Épreuve inexistante à cette date | Médaille d'or, monde     | Médaille d'argent, monde         |
| 1996 Ruhpolding    | 19e                       | 11e                  | Épreuve inexistante à cette date | Médaille d'argent, monde | Médaille d'or, monde             |
| 1997 Osrblie       | 12e                       | 9e                   | 9e                               | Médaille d'or, monde     | —                                |
| 1998 Pokljuka      | JO Nagano                 | JO Nagano            | 5e                               | JO Nagano                | —                                |

Légende :

 : première place, médaille d'or

 : deuxième place, médaille d'argent

 : troisième place, médaille de bronze

 : épreuve inexistante

— : pas de participation à cette épreuve

### Coupe du monde
- Meilleur classement général : 3e en 1992 et en 1996.
- 24 podiums individuels : 11 victoires, 7 deuxièmes places et 6 troisièmes places[3].
- 18 victoires collectives, 15 en relais et 3 par équipes.

#### Détail des victoires individuelles
| Saison / Épreuve | Individuel               | Sprint                              | Poursuite                        | Total |
| 1987-1988        |                          | Chamonix (Ch. du monde)             | Épreuve inexistante à cette date | 1     |
| 1988-1989        | Feistritz (Ch. du monde) |                                     | Épreuve inexistante à cette date | 1     |
| 1990-1991        | Lahti (Ch. du monde)     |                                     | Épreuve inexistante à cette date | 1     |
| 1991-1992        | Borovets (Ch. du monde)  | Pokljuka                            | Épreuve inexistante à cette date | 2     |
| 1994-1995        | Pokljuka                 |                                     | Épreuve inexistante à cette date | 1     |
| 1995-1996        |                          | Pokljuka                            | Épreuve inexistante à cette date | 1     |
| 1996-1997        |                          | Lillehammer Ruhpolding Novossibirsk | Épreuve inexistante à cette date | 3     |
| 1997-1998        |                          | Ruhpolding                          |                                  | 1     |
| Total            | 4                        | 7                                   | 0                                | 11    |

#### Classements annuels
| Année | Classement général final |
| 1987  | 11e (Coupe d'Europe)     |
| 1988  | 4e                       |
| 1989  | 13e                      |
| 1990  | 11e                      |
| 1991  | 6e                       |
| 1992  | 3e                       |
| 1993  | 5e                       |
| 1994  | 10e                      |
| 1995  | 10e                      |
| 1996  | 3e                       |
| 1997  | 4e                       |
| 1998  | 7e                       |

### Championnats du monde junior
- Médaille d'or du relais en 1989[3].
- Médaille d'argent par équipes en 1989.